# Cutty Sark

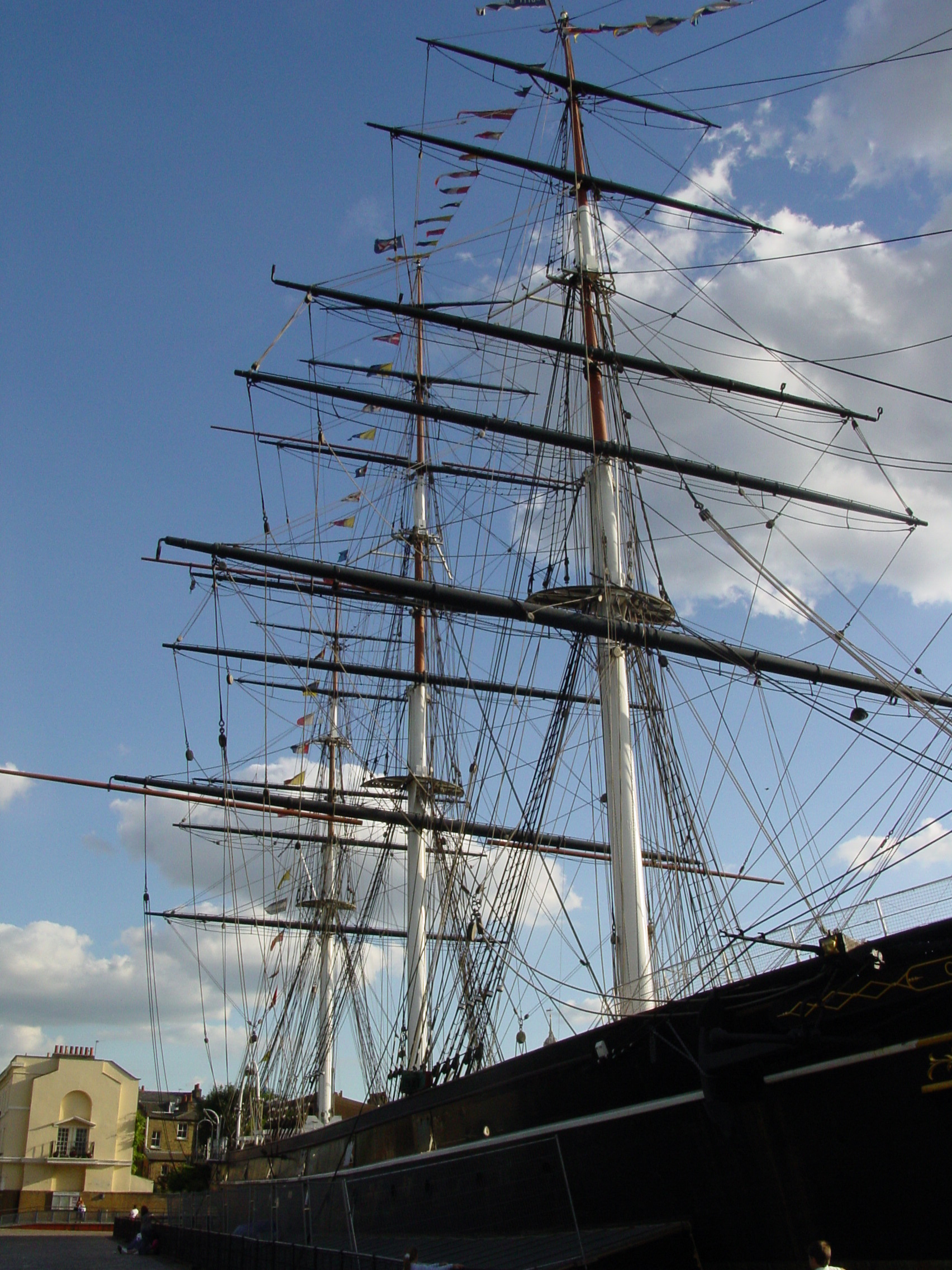
El Cutty Sark a Londres

El Cutty Sark fou un dels darrers clípers en ser construïts (1869) a Dumbarton, Escòcia, per la societat Scott & Linton, sota la direcció d'Hercules Linton. El Cutty Sark va servir per al comerç de te de la Xina i de llana neozelandesa amb el Regne Unit. Va patir un greu incendi el 21 de maig de 2007.
"Cutty-sark" (Scots: una camisa o calces) és una bruixa eròtica dansaire en un poema còmic de Robert Burns de 1791, Tam o' Shanter.
El nom d'aquest vaixell té a veure amb el "cutty sark" (en gaèlic escocès "una brusa interior de senyora"). Aquest fou el pseudònim de Nannie, el personatge fictici del poema de Robert Burns, titulat "Sam O'Shanter", que també dona nom al mascaró de proa del vaixell. Aparentment, la Nannie duia un "cutty sark" de fil de quan era petita, per la qual cosa li anava força petit. La visió eròtica de la Nannie ballant amb aquella llenceria tan ajustada va fer que en Tam exclamés: "Weel done, Cutty-sark", la qual es va convertir subseqüentment en una frase feta ben coneguda a Escòcia.

## Història
El vaixell fou dissenyat per Hercules Linton i es construí l'any 1869 a Dumbarton, Escòcia, amb la firma de Scott & Linton, per al Capità John "Jock" "White Hat" Willis; Scott & Linton fou liquidat, i va avarar el 22 de novembre d'aquell any per mitjà de William Denny & Brothers.
El Cutty Sark fou destinat per al comerç de te, i participà en una cursa intensament competitiva des de la Xina fins a Londres, amb grans beneficis per al vaixell en arribar amb el primer te de l'any. Ara bé, el vaixell no es va lluir gaire; en la cursa més famosa, l'any 1892 contra Thermopylae, els dos vaixells deixaren Shanghai alhora el 18 de juny, però dues setmanes més tard el Cutty Sark va perdre el timó després de passar per l'estret de Sunda, i arribà a Londres el 18 d'octubre, una setmana després del Thermopylae, una travessia de 122 dies en total. La seva llegendària reputació es deu al fet que el seu capità va decidir continuar la cursa amb un timó improvisat, en lloc d'anar al port a cercar-ne un de nou, encara que només fos per una setmana.
Al final, els clippers donaren pas als vaixells de vapor, els quals podien passar a través del, recentment obert, canal de Suez i distribuir de manera més fiable, encara que no tan ràpidament, la qual cosa era millor per als negocis. El Cutty Sark es va utilitzar llavors per al comerç de llana australiana. Sota la direcció del capità Richard Woodget, va aconseguir temps tan petits com de 67 dies en la ruta d'Austràlia cap a Gran Bretanya. La seva millor marca foren 360 milles nàutiques (666 km) en 24 hores (una mitjana de 15 kt, 27,75 km/h), es digué que havia estat el vaixell més ràpid de la seva mida.
L'any 1895, en Willis el vengué a la firma portuguesea Ferreira i li van canviar el nom a "Ferreira", però la seva tripulació l'anomenava "Pequena Camisola" ("petita camisa", una traducció literal del seu nom escocès "cutty sark"). L'any 1916 es va desmantellar, es vengué, li canviaren l'aparença i li donaren el nou nom de "Maria do Amparo". L'any 1922 va ser comprat pel Capità Wilfred Dowman, qui el va restituir a l'aparença original i el va fer servir de vaixell d'entrenament estacionari. L'any 1954 es va traslladar a un moll sec de Greenwich. L'any 2007 va patir un incendi que el va malmetre. Des del 2012 que està completament restaurat i és visitable.
El Cutty Sark s'anomena també en literatura en el llarg poema de Hart Crane anomenat "The Bridge" que fou publicat l'any 1930.

## Els comandants delCutty Sark

El Cutty Sark a vela

- 1869-1872: George Moodie
- 1872-1873: Frederick W. Moore
- 1873-1878: William E. Tiptaft
- 1878-1880: John S. Wallace
- 1880-1882: William Bruce
- 1882-1885: E. Moore
- 1885-1895: Richard Woodget
- 1914-1918: Frederico di Sousa
- 1922-1936: Wilfred Dowman.

## Característiques
El "Cutty Sark" fou construït amb estructura de ferro forjat industrial ("en anglès "wrought iron") i folre de teca en l'obra morta. En l'obra viva el folre era de "rock elm" (Ulmus thomasii). El buc estava recobert de planxes de metall Muntz.
- Arqueig: 921 tones BOM
- Superfície vèlica: 2.608 m2
- Eslora: 64,74 m
- Oberta o mànega: 10,97m
- Calat: 6,40m